# 엑서터 치프스
엑세터 치프스 럭비 클럽(Exeter Chiefs Rugby Club)은 1871년 창단한 잉글랜드 데번주 엑세터의 프로 럭비 유니온 팀이다. 잉글리시 프리미어십에 참가하고 있으며 홈구장은 샌디 파크이다.